# KBS 헤드라인 뉴스
《KBS 헤드라인 뉴스》(KBS HEADLINE NEWS)는 대한민국 KBS 2TV에서 월요일 ~ 토요일 오전 6시에 방송되었던 KBS 2TV의 아침 헤드라인 뉴스 프로그램이다.

## 방송 시간
- 1998년 10월 12일 ~ 2000년 4월 29일 : 매주 월요일 ~ 토요일 오전 6시 ~ 6시 10분 (10분)

## 같이 보기
- KBS 뉴스 840